# Wikipedija na bošnjačkom jeziku
Wikipedija na bošnjačkom jeziku (bošnjački: Wikipedia na bosanskom jeziku) inačica je Wikipedije na bošnjačkom. Pokrenuta je 12. prosinca 2002. godine, a deset tisuća članaka postigla je 15. srpnja 2006. godine. Nastala je iz srpskohrvatske Wikipedije.
Ima više od 93 000 članaka (2024.). Najstariji postojeći članak na Wikipediji na bošnjačkom jeziku jest članak Matematika.

## Vanjske poveznice
- Wikipedija na bošnjačkom jeziku